# Nationaal park Aketajawe-Lolobata
Nationaal park Aketajawe-Lolobata is een park in Indonesië. Het in de provincie Noord-Molukken op het eiland Halmahera.